# أكندوي زمط (زمط)
أكندوي زمط هو دُوَّار يقع بجماعة آيت امحمد، إقليم أزيلال، جهة بني ملال خنيفرة في المملكة المغربية. ينتمي الدوّار لمشيخة زمط التي تضم 8 دواوير. يقدر عدد سكانه بـ 370 نسمة حسب الإحصاء الرسمي للسكان والسكنى لسنة 2004.

## روابط خارجية
- البوابة الوطنية للجماعات الترابية
- المندوبية السامية للتخطيط